# Tromotriche ruschiana
Tromotriche ruschiana là một loài thực vật có hoa trong họ La bố ma. Loài này được (Dinter) Bruyns miêu tả khoa học đầu tiên năm 1995.